# Акашка
Акашка́ (від булгарського та середньочуваського ак — рало, яшка — юшка) — свято першої борозни, початок посіву.
Свято об'єднує архаїчні обряди зустрічі весни гуждор (проталинка) та келян (проводи криги) із землеробськими і став одним з головних свят народного календаря. Строки проведення назначались сільським сходом (кенеш) в залежності від погодних умов. Під впливом християнського календаря акашка збігся з Великоднем (будсіннал, веліктем, паска).

Ноти наспіву акашка гур

Всі ритуальні дії свята: кінні змагання молоді до або після виїзду в поле, символічне орання першої борозни та розкидання яєць разом із зерном, об'їзд дворів верховими та дарування їм яєць, катання молодих пар верхи — направлені на успішне проведення землеробських робіт, підвищення благоустрою селянських господарств. Обов'язкові були моління старійшин в родовому святилищі (куала) та гостювання родичів з виконанням наспівів акашка гур.